# Attacco: piattaforma Jennifer
Attacco: piattaforma Jennifer (North Sea Hijack) è un film britannico del 1980 diretto da Andrew V. McLaglen.

## Trama
Un gruppo terrorista minaccia di far saltare due piattaforme petrolifere, chiamate Ruth e Jennifer, a meno che il governo inglese non sia disposto a sborsare una grossa somma. Per scongiurare la minaccia entra in scena Rufus Excalibur, uno scozzese tanto ricco ed eccentrico che mantiene in piena efficienza un gruppo di esperti sub. Lo stesso Rufus mette a rischio la propria vita, ma riesce a risolvere la situazione.